# Papouasie-Nouvelle-Guinée aux Jeux olympiques d'été de 1992
L'équipe de Papouasie-Nouvelle-Guinée olympique participe aux Jeux olympiques d'été de 1992 à Barcelone. Elle n'y remporte aucune médaille. La délégation papouasienne compte 13 sportifs (12 hommes et 1 femme).

## Engagés papouasiens par sport

### Athlétisme
| Hommes | Femmes |
| --- | --- |
| 100 m : - Bernard Manana : 1er tour, 11 s 35. 200 m : - Kaminiel Selot : 1er tour, 22 s 36. 400 m : - Subul Babo : 1er tour, 47 s 17. 400 m haies : - Baobo Neuendorf : 1er tour, 53 s 30. Relais 4x400 m : - Baobo Neuendorf, Kaminiel Selot, Bernard Manana et Subul Babo : 1er tour, 3 min 13 s 35. Décathlon : - Eric Momberger : 25e, 6 780 pts. | 1 500 m : - Rosemary Turare : 1er tour, 5 min 10 s 52. 3 000 m : - Rosemary Turare : 1er tour, 11 min 15 s 18. 10 000 m : - Rosemary Turare : 1er tour, 42 min 02 s 79. |

### Boxe
| Hommes | Femmes |
| --- | ------ |
| Poids mouches : - Ronnie Noan : 1er tour. Poids coqs : - John Sem : 1er tour. Poids plumes : - Steven Kevi : 1er tour. Poids légers : - Henry Kungsi : 2d tour. Poids super-légers : - Hubert Meta : 2d tour. |        |

### Haltérophilie
| Hommes                                   | Femmes |
| ---------------------------------------- | ------ |
| Poids moyen-lourds : - Paul Enuki : 19e. |        |

### Voile
| Hommes                                 | Femmes |
| -------------------------------------- | ------ |
| Planche à voile : - Graham Numa : 43e. |        |

## Sources
- (en) https://www.sports-reference.com/